# Ferrari 500 TR
La Ferrari 500 TR, anche denominata Ferrari 500 Testa Rossa o Ferrari 2000 Sport Testa Rossa, è una vettura sportiva costruita dalla casa di Maranello dal 1956 al 1957.

## Il contesto
Nella prima metà degli anni cinquanta, le seguitissime competizioni riservate alle vetture della categoria Sport, con cilindrata fino a 2.000 cm³, avevano registrato l'acceso confronto tra Maserati e Ferrari che, nel 1954 e '55, volsero in favore della Maserati A6 GCS, spesso vittoriosa sulla Ferrari 500 Mondial.
Per interrompere il dominio Maserati, verso la metà del 1955 Enzo Ferrari incaricò Vittorio Jano di realizzare un nuovo modello, operando un aggiornamento completo della "Mondial" ed una attenta revisione dal motore quattro cilindri in linea progettato da Aurelio Lampredi per la "500 F2".

## Attività sportiva
La 500 TR venne affidata a diversi team privati che la impiegarono nel campionato del mondo riservato alle vetture sport. Affiancate alle 750 e 850 Monza e alla 290 MM, le 500 TR permisero alla casa di Maranello di conquistare il terzo titolo consecutivo. Oltre a ciò si impose tra il 1956 e il 1957 nel campionato italiano vetture sport fino a 2000 cm³ con i piloti Franco Cortese e Gino Munaron. Quest'ultimo arrivò anche ottavo assoluto e primo di classe alla XXIV Mille Miglia del 1957.

## Caratteristiche tecniche
| Caratteristiche tecniche - Ferrari 500 TR                                                                                               | Caratteristiche tecniche - Ferrari 500 TR | Caratteristiche tecniche - Ferrari 500 TR | Caratteristiche tecniche - Ferrari 500 TR | Caratteristiche tecniche - Ferrari 500 TR | Caratteristiche tecniche - Ferrari 500 TR |
| Configurazione | Configurazione | Configurazione | Configurazione | Configurazione | Configurazione |
| --- | --- | --- | --- | --- | --- |
| Carrozzeria: barchetta | Carrozzeria: barchetta | Posizione motore: anteriore, longitudinale | Posizione motore: anteriore, longitudinale | Trazione: posteriore | Trazione: posteriore |
| Dimensioni e pesi | | | | | |
| Interasse: 2250 mm | Interasse: 2250 mm | Carreggiate: anteriore 1308 - posteriore 1250 mm | Carreggiate: anteriore 1308 - posteriore 1250 mm | Altezza minima da terra: | Altezza minima da terra: |
| Posti totali: 2 | Posti totali: 2 | Bagagliaio: | Bagagliaio: | Serbatoio: 120 | Serbatoio: 120 |
| Masse | a vuoto: 680 kg | a vuoto: 680 kg | a vuoto: 680 kg | a vuoto: 680 kg | a vuoto: 680 kg |
| Meccanica | | | | | |
| Tipo motore: motore a 4 cilindri in linea, raffreddato a liquido, con monoblocco e basamento in alluminio e albero motore su 5 supporti | Tipo motore: motore a 4 cilindri in linea, raffreddato a liquido, con monoblocco e basamento in alluminio e albero motore su 5 supporti                         | Tipo motore: motore a 4 cilindri in linea, raffreddato a liquido, con monoblocco e basamento in alluminio e albero motore su 5 supporti                         | Cilindrata: (Alesaggio x Corsa 90 x 70 mm) 1984,86 cm³ | Cilindrata: (Alesaggio x Corsa 90 x 70 mm) 1984,86 cm³ | Cilindrata: (Alesaggio x Corsa 90 x 70 mm) 1984,86 cm³ |
| Distribuzione: 2 valvole per cilindro con doppio albero a camme in testa                                                                | Distribuzione: 2 valvole per cilindro con doppio albero a camme in testa                                                                                        | Distribuzione: 2 valvole per cilindro con doppio albero a camme in testa                                                                                        | Alimentazione: con pompa meccanica e pompa elettrica di riserva. 2 carburatori Weber 40 DCO/A3                                                                  | Alimentazione: con pompa meccanica e pompa elettrica di riserva. 2 carburatori Weber 40 DCO/A3                                                                  | Alimentazione: con pompa meccanica e pompa elettrica di riserva. 2 carburatori Weber 40 DCO/A3                                                                  |
| Prestazioni motore | Potenza: 180 CV a 7.000 giri/minuto | Potenza: 180 CV a 7.000 giri/minuto | Potenza: 180 CV a 7.000 giri/minuto | Potenza: 180 CV a 7.000 giri/minuto | Potenza: 180 CV a 7.000 giri/minuto |
| Accensione: doppio spinterogeno e 2 candele per ogni cilindro                                                                           | Accensione: doppio spinterogeno e 2 candele per ogni cilindro                                                                                                   | Accensione: doppio spinterogeno e 2 candele per ogni cilindro                                                                                                   | Impianto elettrico: | Impianto elettrico: | Impianto elettrico: |
| Frizione: monodisco a secco | Frizione: monodisco a secco | Frizione: monodisco a secco | Cambio: in blocco col motore a 4 rapporti + RM | Cambio: in blocco col motore a 4 rapporti + RM | Cambio: in blocco col motore a 4 rapporti + RM |
| Telaio | | | | | |
| Corpo vettura | tubolare | tubolare | tubolare | tubolare | tubolare |
| Sospensioni | anteriori: Ruote indipendenti con molloni elicoidali, ammortizzatori e barra stabilizzatrice / posteriori: Ponte rigido con molloni elicoidali e ammortizzatori | anteriori: Ruote indipendenti con molloni elicoidali, ammortizzatori e barra stabilizzatrice / posteriori: Ponte rigido con molloni elicoidali e ammortizzatori | anteriori: Ruote indipendenti con molloni elicoidali, ammortizzatori e barra stabilizzatrice / posteriori: Ponte rigido con molloni elicoidali e ammortizzatori | anteriori: Ruote indipendenti con molloni elicoidali, ammortizzatori e barra stabilizzatrice / posteriori: Ponte rigido con molloni elicoidali e ammortizzatori | anteriori: Ruote indipendenti con molloni elicoidali, ammortizzatori e barra stabilizzatrice / posteriori: Ponte rigido con molloni elicoidali e ammortizzatori |
| Freni | anteriori: a tamburo con doppio comando oleodinamico sulle ganasce / posteriori: a tamburo con doppio comando oleodinamico sulle ganasce                        | anteriori: a tamburo con doppio comando oleodinamico sulle ganasce / posteriori: a tamburo con doppio comando oleodinamico sulle ganasce                        | anteriori: a tamburo con doppio comando oleodinamico sulle ganasce / posteriori: a tamburo con doppio comando oleodinamico sulle ganasce                        | anteriori: a tamburo con doppio comando oleodinamico sulle ganasce / posteriori: a tamburo con doppio comando oleodinamico sulle ganasce                        | anteriori: a tamburo con doppio comando oleodinamico sulle ganasce / posteriori: a tamburo con doppio comando oleodinamico sulle ganasce                        |
| Pneumatici | anteriori 5,50-16 - posteriori 6,00-16 / Cerchi: in lega a raggi Borrani                                                                                        | anteriori 5,50-16 - posteriori 6,00-16 / Cerchi: in lega a raggi Borrani                                                                                        | anteriori 5,50-16 - posteriori 6,00-16 / Cerchi: in lega a raggi Borrani                                                                                        | anteriori 5,50-16 - posteriori 6,00-16 / Cerchi: in lega a raggi Borrani                                                                                        | anteriori 5,50-16 - posteriori 6,00-16 / Cerchi: in lega a raggi Borrani                                                                                        |
| Prestazioni dichiarate | | | | | |
| Velocità: 245 km/h | Velocità: 245 km/h | Velocità: 245 km/h | Accelerazione: | Accelerazione: | Accelerazione: |
| Altro | | | | | |
| Rapporto di compressione | 8,5:1 | 8,5:1 | 8,5:1 | 8,5:1 | 8,5:1 |
| Serbatoio supplementare olio | l | l | l | l | l |
| Fonte dei dati: Libretto di manutenzione Ferrari 500 TR - 1956                                                                          | | | | | |